# Komitat Szilágy
Komitat Szilágy (węg. Szilágy vármegye, rum. Comitatul Sălaj) – komitat Królestwa Węgier. W 1910 roku liczył 230 140 mieszkańców, a jego powierzchnia wynosiła 3628,68 km². Jego stolicą był Zilah.
Graniczył z komitatami Bihar, Szatmár, Szolnok-Doboka i Kolozs.
W wyniku podpisania traktatu w Trianon w 1920 roku obszar komitatu znalazł się w granicach Królestwa Rumunii. Na mocy decyzji drugiego arbitrażu wiedeńskiego (1940) Rumunia utraciła go na rzecz Węgier. W 1945 roku Rumuni odzyskali nad nim faktyczną kontrolę.